# Bruino
Bruino (piemontiul: Bruin) egy észak-olasz község (comune) a Piemont régióban, Torino megyében.

## Földrajz
Bruino Torinótól 20 km-re nyugatra fekszik a Sangone folyó mentén, a Sangone-völgy bejáratánál.

## Történelem
Az első írásos emlékek Bruinóról 1000-ből származnak, azonban feltételezhető, hogy a várost Kr. u. 600 körül telepítették a longobárdok. 1000 körül még csak egy kis templom köré épült falu volt, amely a San Solutore apátság fennhatósága alá tartozott. 1252-ben II. (Savoyai) Tamás gróf kapta meg a várost. 1348-tól kezd különösen jelentőssé válni Bruinoban a Borghese-család, akik adásvétel és öröklés révén jutottak bruinoi földterületek tulajdonába.  
Itália 1861-es egyesítése után nagyszabású építkezések színhelye volt, ekkor valósult meg a Susat Pinerolóval összekötő út, a Torino-Orbassano-Giaveno vasútvonal, valamint a vezetékes ivóvízhálózat.

## Látnivalók
- San Martino Vescovo templom
- a Malines grófok kastélya
- Rivarossa kápolna